# Генда Марія
Генда Марія (нар.1963, с. Сокільники Пустомитівського району Львівської обл.) — українська мисткиня, майстриня народної вишивки. Член НСМНМУ з 2001 р.

## Біографія
Народилася 20 серпня 1963 р. у селі Сокільники під Львовом.
В 1985 р закінчила Львівський торгово-економічний інститут за спеціальністю бухгалтерський облік і аналіз. Працювала продавчинею Коопунівермагу в Пустомитах, в універмазі "Ювілейний" у Львові, бухгалтеркою ПКФ "Маяк" у Львові. 
Творчою працею займається з 1998 р. Учасник обласних, всеукраїнських та міжнародних виставок, зокрема в Нью-Йорку, Філадельфії (США), Венгожево, Ясло, Кракові (Польща).
Мешкає у Львові.